# Crypt TV
Crypt TV（クリプト ティーヴィー）は、ホラーをテーマにしたデジタルコンテンツの開発、制作、配信を中心とするアメリカのエンターテインメント企業。関連するユニバース内のモンスターやリカーリングキャラクターに重点を置いている。同社は2015年にジャック・デイビスとイーライ・ロスによって設立され、ジェイソン・ブラムとブラムハウス・プロダクションから支援を受けている。
CryptはBirchやLook-Seeなどの話題となったキャラクターを含むウェブ向けに制作された短編ホラー映像を専門としている。同社は、Facebookで500万のいいね！を得ており、YouTubeでは341万人のチャンネル登録者がいるなどソーシャルメディアで支持を集めている。
2017年にトライベッカ映画祭の基調プレゼンテーションで「Crypt TV's Monster Madness」を通じてCryptの短編映画が紹介された。同年にCryptが制作した短編作品『The Birtch』がストリーミー賞の「Action or SF」賞と、ウェビー賞の「Best Drama: Individual Short」賞を受賞した。

## 歴史
2013年、当時デューク大学の学生だったジャック・デイビスは晩餐会でイーライ・ロスに出会った。2人は連絡を取り合い、モバイル端末画面上でのホラーエンターテインメントの効果的な制作方法について話し合った。Crypt TVは、デイビスによれば「モバイル上で優れた短編ホラーコンテンツを本当に作れるかどうかをテストする手段」として2014年10月にデイビスとロスが共同で「6秒の恐怖」コンテストを開始したときに開設された。コンテストはグッド・モーニング・アメリカで取り上げられ、その後口コミで話題となり、1万5000件を超える応募があった。ロスはブラムハウス・プロダクションのデジタル戦略を模索していたジェイソン・ブラムにコンテストを見せ、そしてブラムはCryptの最初の投資家となった。同社は2015年4月にロサンゼルスで正式に発足し、発足時はデイビス、最高執行責任者のダレン・ブランドル、最高コンテンツ責任者のケイト・クランツの3人の社員しかいなかった。
2017年3月、Crypt TVはBuzzfeedの支援者であるベンチャーキャピタルファンドのLerer Hippeau Ventures主導で350万ドルの資金を調達した。同社は過去の投資家から620万ドルを調達している。

## コンテンツと配信
Cryptは3か月ごとに約100本の動画を公開し、FacebookとYouTubeを通じて視聴者を増やしており、月平均の再生回数は1億回以上にのぼる。ソーシャルメディアでのリアルタイムの反応を基にキャラクターとコンセプトをテストしており、最も評価の高いキャラクターが四半期に15本程公開されるCryptの「monster universe」に採用される。『Giggles the Clown』『The Look-See』『Sunny Family Cult』は、この方法で開発された最も人気のあるシリーズである。
Cryptのキャラクターは、従来のストーリー動画だけでなく他のメディアにも登場している。例えばGiggles the Clownは一般的なインフルエンサーのようにソーシャルメディアを活用してファンとの生配信インタビューを行ったり、Knott's Scary Farmのアトラクションに登場したりしている。Cryptはまた『Giggles the Clown』、『the Birch』、『Sunny Family Cult』の商品を販売するマーチャンダイジング契約をSpencer's Giftsと結んでいる。

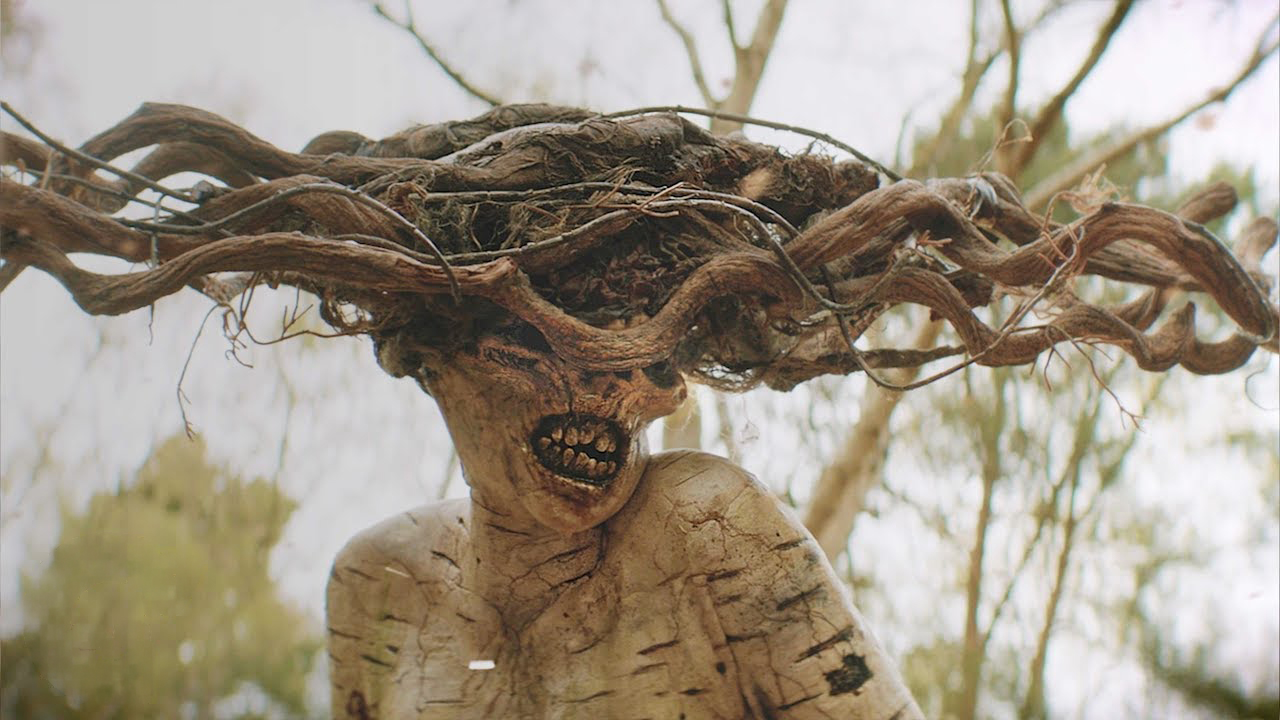
『The Birch』に登場するモンスターキャラクターのバーチ。

### The Birch
『The Birch』はCrypt TVチャンネルで最多の視聴回数を誇る短編映画である。2016年にCryptTVが制作した本作はいじめっ子から子供を守る意識を持つ木が登場する。同作はアンソニー・メルトンとベン・フランクリンが脚本と監督を務め、Birchのモンスターデザインは特殊効果アーティストのクリフ・ウォーレスによって作成された。本作は話題となり、2017年にウェビー賞を受賞した。その後、BirchのFacebookミニシリーズが始まり本格的なCryptユニバースのキャラクターへと発展した。

### Ghosted
『Ghosted』はベライゾンの配信映像プラットフォーム「go90」で配信された全8話の長編デジタルシリーズであり、女優でコスプレイヤーのLeeAnna Vampが番組のホストを務めている。番組では、Vampは幽霊が出る米国南部の様々な場所を旅し、地元のゴーストハンターのコミュニティとの交流や各都市の地元の食べ物、飲み物、アトラクションを探索する。

### El Terror/Afterlife
2016年、Crypt TVはFullscreenと提携して、最も恐ろしい30秒のティーザーを探す「El Terror」コンテストを始めた。受賞者は、投稿映像に基づくデジタルシリーズを作成するために5万ドルを受け取った。受賞したコンセプトは、映画製作者のケイト・フロイントとジョーダン・ハリスによる、死を免れた女性が彼女の魂を狙う存在につきまとわれるシリーズ『Afterlife』である。同作は2017年にFullscreenでデビューした。

### The Look-See
『The Look-See』は、同名の短編作を基にした人気のホラーウェブシリーズ。シリーズでは、鋭い歯をむき出しにしてニヤリと笑う悪魔のような存在が選んだ人間を命がけのテストにかけていく。選ばれた人間は長い間拘っていた特定の物や人を手放さなければならず、手放せなかった場合は死に至る。キャラクターとシリーズはランドン・スターマーによって作成された。

### My First Day
『My First Day』は、シリアルキラーを志す若者のための私立学校に受け入れられた狂った子供を描いたダークコメディホラー短編作である。本作の脚本・監督はジョン・コーヴェルが務めている。本作は話題となり、2017 Tribeca Film Festivalで、ホラーアンソロジー「Crypt TV's Monster Madness」の一部として上映された。

### Slice of Summer
『Slice of Summer』は、2016年7月にChiller Networkで初放送されたオリジナルホラー短編シリーズ。『The Thing in the Apartment』『The Grey Matter』『The Prey』『Meridians』『Invaders』などの映画を含む世界中の映画製作者の作品を取り上げた。

### Sunny Family Cult
『Sunny Family Cult』は、同名の短編映画をベースにした人気ホラードラマのウェブシリーズ。本作では10代の少女テイラーが異常な連続殺人を行う彼女の家族と折り合いをつけながら、普通の生活を送ろうと努力する姿が描かれる。出演者にはTrew Mullen、Russell Cummings、Stephanie Estesなどがいる。本作のエピソードはガブリエル・ユネスとジョン・ロスが監督を務めている。

### Forgotten Day in Fright
2015年、CryptはHearst Digital Studiosと提携して、デジタルシリーズ『This Forgotten Day in Fright』を制作した。LeeAnna VampとRyan J. Downeyがホストを務める本シリーズは、Hearstの『This Forgotten Day in...』フランチャイズの一部である。

### The Thing in the Apartment
『The Thing in the Apartment』は、アパートの暗がりに潜む恐ろしい怪物に立ち向かうことになった2人の女性を描いた2015年の人気ホラー短編映画である。本作の脚本と監督はジョン・ロスが務めている。2017年にTibeca Film Festivalにおいてホラーアンソロジー「Crypt TV's Monster Madness」の一部として上映され、Chiller Networkの『Slice of Summer』の一部として取り上げられた。2017年には続編の『The Thing in the Apartment：Part II』が制作された。

### Snapchat Murder Mystery
Crypt TVは2015年にSnapchatで放送された、Youtubeのスターを多数起用した4分間のライブ殺人ミステリー番組を制作した。番組にはローガン・ポール、リア・マリー・ジョンソン、ニック・ベイトマン、シモン・シェファードなどのインフルエンサー達が出演し、彼らは不気味な邸宅での『Clue』風の晩餐会のミステリーで1人ずつ「殺されていった」。

## 作品例
| 年     | 作品名                                                     | プロジェクト種類          | 配信                     |
| ------ | ---------------------------------------------------------- | ------------------------- | ------------------------ |
| 2018年 | Troubled Youth                                             | 短編映画                  | Facebook、YouTube        |
| 2018年 | Don't Watch This episodes Friendship Bracelet and Keep Out | デジタルシリーズ          | Netflix                  |
| 2017年 | The Look-See Part III                                      | 短編映画シリーズ          | Facebook、YouTube        |
| 2017年 | The Look-See Part II                                       | 短編映画シリーズ          | Facebook、YouTube        |
| 2017年 | Afterlife                                                  | デジタルシリーズ          | Fullscreen               |
| 2017年 | Stoneheart                                                 | Webシリーズ               | Facebook、YouTube        |
| 2017年 | The Chosen                                                 | 短編映画                  | Facebook、YouTube        |
| 2017年 | Ghosted                                                    | デジタルシリーズ          | ベライゾンのgo90         |
| 2017年 | Cakeman                                                    | 短編映画                  | Facebook、YouTube        |
| 2017年 | The Look-See                                               | 短編映画シリーズ          | Facebook、YouTube        |
| 2017年 | Sunny Family Cult                                          | 短編映画;デジタルシリーズ | Facebook、YouTube        |
| 2017年 | Morgu                                                      | 短編映画                  | Facebook、YouTube        |
| 2017年 | Mordeo                                                     | 短編映画                  | Facebook、YouTube        |
| 2017年 | Stereoscope                                                | 短編映画                  | Facebook、YouTube        |
| 2017年 | Hospice                                                    | 短編映画                  | Facebook、YouTube        |
| 2017年 | Crypt Fables                                               | デジタルシリーズ          | Facebook、YouTube        |
| 2016年 | The Birch                                                  | 短編映画                  | Facebook、YouTube        |
| 2016年 | Slice of Summer                                            | 短編映画シリーズ          | Chiller Network          |
| 2016年 | My First Day                                               | 短編映画                  | Facebook、YouTube        |
| 2015年 | This Forgotten Day in Fright                               | デジタルシリーズ          | ハーストデジタルスタジオ |
| 2015年 | The Thing in the Apartment                                 | 短編映画                  | Facebook、YouTube        |
| 2021年 | Chhorii                                                    | ヒンディー語映画          |                          |